# Catharsius pseudovitulus
Catharsius pseudovitulus là một loài bọ cánh cứng trong họ Bọ hung (Scarabaeidae).